# Hay Fever
Hay Fever (literalmente, Fiebre del heno; traducida al español como La encantadora familia Bliss, La fiebre del heno, Fiebre de fin de semana y Fin de semana) es una obra de teatro del dramaturgo británico Noël Coward, escrita en 1924 y estrenada en 1925.

## Argumento
Los Bliss son una excéntrica familia de bohemios, integrada por los padres David y Judith y sus hijos Sorel y Simon. La relación abierta que mantienen los mayores, hace posible que Judith decida invitar a su casa de campo al galán Sandy Tyrell, con ánimo de descubrir nuevas sensaciones. El problema aparece con la llegada de tres nuevos invitados, Mayra, Richard y Jackie a instancias, respectivamente, de cada uno de los otros tres miembros de la familia Bliss. Los líos y equívocos se suceden.

## Estreno
- Ambassadors Theatre, West End, Londres, 8 de junio de 1925. Estreno.
  - Intérpretes: Helen Spencer, Robert Andrews, Minnie Rayner, Marie Tempest, Graham Browne.

## Representaciones destacadas
| Nueva York, Maxine Elliott's Theater, 1925 Sorel Bliss – Frieda Inescort Simon Bliss – Gavin Muir Judith Bliss – Laura Hope Crews David Bliss – Harry Davenport Sandy Tyrell – Reginald Sheffield Richard Greatham – George Thorpe Nueva York, Avon Theater, 1931 Sorel Bliss – Betty Linley Simon Bliss – Anthony Kemble Cooper Judith Bliss – Constance Collier David Bliss – Eric Cowley Myra Arundel – Julia Hoyt Richard Greatham – Edward Cooper Jackie Coryton – Valerie Cossart Sandy Tyrell – Terence Neill Clara – Alice Belmore Cliffe Londres, National Theatre (Old Vic), 1964 Sorel Bliss – Louise Purnell Simon Bliss – Derek Jacobi Clara – Barbara Hicks Judith Bliss – Edith Evans David Bliss – Anthony Nicholls Sandy Tyrell – Robert Stephens Myra Arundel – Maggie Smith Richard Greatham – Robert Lang Jackie Coryton – Lynn Redgrave Nueva York, Helen Hayes Theater, 1970 Sorel Bliss – Roberta Maxwell Simon Bliss – Sam Waterston Judith Bliss – Shirley Booth David Bliss – John Williams Sandy Tyrell – John Tillinger Myra Arundel – Marian Mercer Jackie Coryton – Carole Shelley Nueva York, Music Box Theater, 1985 Sorel Bliss – Mia Dillon Simon Bliss – Robert Joy Clara – Barbara Bryne Judith Bliss – Rosemary Harris David Bliss – Roy Dotrice Sandy Tyrell – Campbell Scott Myra Arundel – Carolyn Seymour Richard Greatham – Charles Kimbrough Jackie Coryton – Deborah Rush Londres, Savoy Theatre, 1999 Sorel Bliss – Monica Dolan Simon Bliss – Stephen Mangan Judith Bliss – Geraldine McEwan David Bliss – Peter Blythe Myra Arundel – Sylvestra Le Touzel Richard Greatham – Malcolm Sinclair Jackie Coryton – Cathryn Bradshaw | Londres, Haymarket Theatre, 2006 Sorel Bliss – Kim Medcalf Simon Bliss – Dan Stevens Judith Bliss – Judi Dench David Bliss – Peter Bowles Sandy Tyrell – Charles Edwards Myra Arundel – Belinda Lang Gira Reino Unido 2007 Sorel Bliss – Madeleine Hutchins Simon Bliss – William Ellis Judith Bliss – Stephanie Beacham David Bliss – Christopher Timothy Sandy Tyrell – Christopher Naylor Richard Greatham – Andrew Hall Manchester, Royal Exchange Theatre, 2008 Sorel Bliss – Fiona Button Simon Bliss – Chris New Judith Bliss – Belinda Lang David Bliss – Ben Keaton Myra Arundel – Lysette Anthony Richard Greatham – Simon Treves Leeds, West Yorkshire Playhouse, 2010 Myra Arundel – Emma Amos David Bliss – Martin Turner Jackie Coryton – Emily Bowker Richard Greatham – Philip Bretherton Sandy Tyrell – Matthew Douglas Sorel Bliss – Alice Haig Judith Bliss – Maggie Steed Clara – Connie Walker Chichester Festival Theatre, 2010 Judith Bliss – Diana Rigg Sandy Tyrell – Edward Bennett Sorel Bliss – Laura Rogers David Bliss – Simon Williams]] Richard Greatham – Guy Henry Myra Arundel – Caroline Langrishe Londres, Noël Coward Theatre, 2012 Judith Bliss – Lindsay Duncan Richard Gretham – Jeremy Northam David Bliss – Kevin R. McNally Myra Arundel – Olivia Colman Sandy Tyrell – Sam Callis Simon Bliss – Freddie Fox Jackie Coryton – Amy Morgan Sorrel Bliss – Phoebe Waller-Bridge Clara – Jenny Galloway |

## Representaciones en español
Bajo el título de La encantadora familia Bliss, la obra se estrenó en 1958 en el Teatro Alexis de Barcelona, en traducción de Vicente Balart, dirección de Antonio Chic e interpretación de Carmen Molina, Carolina Colom, Salvador Escamilla, Luis Tarrau y Miguel Viadé.
La traducción de Balart pasó un año después al Teatro Recoletos de Madrid, en esta ocasión dirigida por Manuel Benítez, con el apoyo de Diego Hurtado e interpretada por Mary Carrillo, Guillermo Marín, María Luisa Payán, Carlos Muñoz.
Se versionó para televisión en 1968, dentro del espacio Estudio 1, de Televisión española, contando en el reparto con Guillermo Marín, Mayrata O'Wisiedo, Luis Varela y Roberto Llamas.
En 2000 se puso en escena un montaje de la obra, que se representó, entre otros, en el Teatro Fígaro, de Madrid, bajo el título de La fiebre del heno. La adaptación corrió a cargo de Jaime Azpilicueta y el elenco estuvo integrado por María Luisa Merlo (Judith), Pedro Civera (David), Raúl Sanz (Simón), Cruz Sánchez (Sorel), Ana Soriano (Myra) y Antonio Vico (Richard).